# Joan Copeland
Joan Copeland, geboren als Joan Maxine Miller (New York, 1 juni 1922 – aldaar, 4 januari 2022), was een Amerikaanse televisie- en theateractrice.

## Biografie
Copeland begon haar acteercarrière in het theater, in 1945 was haar debuut in het toneelstuk Romeo en Julia. Hierna heeft zij nog meerdere rollen gespeeld zoals in Othello. Zij heeft voor haar vertolkingen enkele prijzen gewonnen, in 1980 kreeg zij een Drama Desk Award voor haar spel in The American Clock, in 1990 kreeg zij een Los Angeles Drama Critics Award voor haar spel in Brighton Beach Memoirs en in 1990 kreeg zij een Obie Award voor haar spel in The American Plan.
Copeland begon in 1950 met acteren voor televisie in de televisieserie Suspense. Hierna heeft zijn nog meerdere rollen gespeeld in televisieseries en films zoals The Edge of Night (1959-1960), Love of Life (1962-1963), As the World Turns (1966-1967), How to Survive a Marriage (1974), Jungle 2 Jungle (1997), The Peacemaker (1997), Law & Order (1991-2001), Brother Bear (2003) en The Private Lives of Pippa Lee (2009).
Copeland was een zus van Arthur Miller. Ze trouwde in 1943 en had hieruit één kind; op 26 juli 1989 is haar man gestorven. Zij overleed op 99-jarige leeftijd.

## Filmografie[4]

### Films
Selectie:
- 2009 The Private Lives of Pippa Lee – als pianospeelster
- 2003 Brother Bear – als Tanana (animatiefilm)
- 1998 The Object of My Affection – als Madame Reynolds
- 1997 The Peacemaker – als senator Helen Bevens
- 1997 Jungle 2 Jungle – als mrs. Prelot
- 1977 Roseland – als Pauline
- 1959 Middle of the Night – als Lillian
- 1958 The Goddess – als Alice Marie

### Televisieseries
Uitgezonderd eenmalige gastrollen.
- 1991 – 2001 Law & Order – als Rechter Rebecca Stein – 8 afl.
- 1995 One Life to Live – als Selma Hanen – 3 afl.
- 1974 - 1975 How to Survive a Marriage – als Monica Courtland - 334 afl.
- 1967 – 1972 Search for Tomorrow – als Andrea Whiting – 420 afl.
- 1957 – 1963 Love of Life – als Kay Logan / Maggie Porter - ? afl.
- 1960 Play of the Week – als Cora – 2 afl.
- 1958 Kraft Television Theatre – als Louise Carella – 2 afl.

### Computerspellen
- 2010 Mafia II - als Mamma

## Theaterwerk opBroadway[5]
- 2001 45 Seconds From Broadway – als Zelda
- 1980 The American Clock – als Rose Baum
- 1976 Checking Out – als Florence Grayson
- 1976 Pal Joey – als Vera Simpson
- 1970 Two By Two – als Esther
- 1969 Coco – als Coco Chanel
- 1968 The Price – als Esther Franz
- 1964 Something More! – als Marchesa Valentina Crespi
- 1963 Tovarich – als Tatiana
- 1958 Habdful of Fire – als Maria
- 1951 Not for Children – als Evangeline Orth
- 1949 Detective Story – als Susan Carmichael
- 1948 Sundown Beach – als Nadine

## Theaterwerkoff-Broadway[6]
- The Torch-Bearers – als Nelly Fell
- Over the River and Through the Woods – als Aida Gianelli
- The Fishkin Touch – als ??
- A Dybbuk, or Between Two Worlds – als Channa Esther / Mevr. Nahkman
- Another Time – als ??
- The Rose Quartet – Rose Brill
- The American Plan – als Eva Adler
- Young Playwrights Festival (1988) – als Grootmoeder
- Hunting Cockroaches – als Mevr. Thompson
- Isn't It Romantic – als Tasha Blumberg
- Are You Now or Have You Ever Been – als ??
- This Music Crept by Me Upon the Waters – als ??
- Romeo en Julia – als ??
- Othello – als ??
- Brighton Beach Memoirs - als ??

- Bibliothèque nationale de France: cb141663519 (data)
- Gemeinsame Normdatei: 116668601
- International Standard Name Identifier: 0000 0003 8278 3696
- Library of Congress Control Number: n96001649
- Virtual International Authority File: 265807203
- WorldCat: E39PBJqFPGgh4DhjCb4cjWhGpP